# Saint-Paul, Haute-Vienne
Saint-Paul är en kommun i departementet Haute-Vienne i regionen Nouvelle-Aquitaine i västra Frankrike. Kommunen ligger i kantonen Pierre-Buffière som tillhör arrondissementet Limoges. År 2022 hade Saint-Paul 1 235 invånare.

## Befolkningsutveckling
Antalet invånare i kommunen Saint-Paul
| Referens: INSEE |